# Joan Davis
Joan Davis (* 29. Juni 1912 in Saint Paul, Minnesota als Madonna Josephine Davis; † 22. Mai 1961 in Palm Springs, Kalifornien) war eine amerikanische Schauspielerin und Komikerin, die vor allem durch Auftritte in Komödien bekannt wurde.

## Leben
Ihre Karriere umfasst Vaudeville, Film, Radio und Fernsehen. Ihr erster Film, in dem auch ein zu diesem Zeitpunkt noch unbekannter Roy Rogers mitspielte, war Way Up Thar (1935) für Educational Pictures. Danach nahm die Schwesterfirma von Educational, Twentieth Century Fox, Davis unter Vertrag. Groß und schlaksig mit einer komischen Stimme wurde sie als einer der wenigen weiblichen Clowns ihrer Zeit bekannt. Sie hatte eine erfolgreiche Karriere im Bereich der B-Movies und als Hauptstar einer in den 1940er Jahren ausgestrahlten komödiantischen Radiosendung. Vielleicht ist sie am ehesten bekannt durch ihre Zusammenarbeit mit Bud Abbott und Lou Costello in Hold That Ghost (1941), wodurch sie einen Ruf als fehlerlose physische Darstellerin in Sachen Komödie bekam. Ihr Pantomimen-Auftritt im 1944er-Film Beautiful but Broke ist eine Slapstick-Episode und ihr darin zu sehendes Timing der Bewegung und Reaktionen ist sehr präzise.
Sie arbeitete auch mit Eddie Cantor in Show Business (1944) und If you Knew Susie (1948) zusammen. Außerhalb der Leinwandszenerie waren Cantor und Davis ebenfalls eng befreundet. Am bekanntesten wurde die Schauspielerin durch die komödiantische Fernsehserie I Married Joan, die von 1952 bis 1955 ausgestrahlt wurde. Anschließend zog sie sich weitgehend ins Privatleben zurück, auch wegen gesundheitlicher Probleme.
Am 22. Mai 1961 starb sie an einen Herzanfall im Alter von 48 Jahren. Sie wurde im Holy Cross Cemetery Mausoleum in Culver City, Kalifornien beigesetzt. Am 24. Oktober 1963 wurden die Mutter von Joan Davis, die Tochter Beverly Wills, ebenfalls Schauspielerin, und deren zwei Kinder während eines Hausbrands in Palm Springs, Kalifornien, getötet. Für ihren Beitrag zur Filmindustrie bekam Joan Davis einen Stern auf dem Hollywood Walk of Fame, 1501 Vine Street.

## Filmografie
- 1935: Way Up Thar
- 1935: Millions in the Air
- 1936: Bunker Bean
- 1937: The Holy Terror
- 1937: On the Avenue
- 1937: Time Out for Romance
- 1937: The Great Hospital Mystery
- 1937: Angel’s Holidays
- 1937: Sing and Be Happy
- 1937: You Can’t Have Everything
- 1937: Wake Up and Live
- 1937: Hoheit flirtet (Thin Ice)
- 1937: Life Begins in College
- 1937: Love and Hisses
- 1938: Sally, Irene and Mary
- 1938: Josette
- 1938: My Lucky Star
- 1938: Hold That Co-ed
- 1938: Just Around the Corner
- 1939: Tail Spin
- 1939: Skinny the Moocher
- 1939: Too Busy to Work
- 1939: Day-Time Wife
- 1940: Free, Blonde and 21
- 1940: Sailor’s Lady
- 1940: Manhattan Heartbeat
- 1941: For Beauty’s Sake
- 1941: Hold That Ghost
- 1941: Adoptiertes Glück (Sun Valley Serenade)
- 1941: Two Latins from Manhattan
- 1942: Yokel Boy
- 1942: Sweetheart of the Fleet
- 1943: He’s My Guy
- 1943: Two Señoritas from Chicago
- 1943: Around the World
- 1944: Beautiful But Broke
- 1944: Show Business
- 1944: Kansas City Kitty
- 1944: She Gets Her Man
- 1944: George White’s Scandals
- 1946: She Wrote the Book
- 1948: If You Knew Susie
- 1950: The Traveling Saleswoman
- 1950: Love That Brute
- 1951: The Groom Wore Spurs
- 1952: Harem Girl
- 1952–1955: I Married Joan (Fernsehserie, 98 Folgen)

## Award-Nominierungen
- Emmy Award als Best Comedienne (1953)